# 瓜内町
瓜内町（うりうちちょう）は静岡県浜松市中央区の町名。丁番を持たない単独町名である。住居表示未実施。

## 地理
浜松市中央区の南部、白脇地区の西部に位置する。

### 河川
- 馬込川

### 学区
小学校・中学校の学区は以下の通りである。
- 浜松市立白脇小学校
- 浜松市立南部中学校

## 歴史

### 沿革
- 1889年（明治22年）4月1日 - 町村制の施行により、敷知郡瓜内村が周辺の村と合併して敷知郡白脇村となる（一部を除く）。[WEB 8]。旧村名は白脇村の大字として残る[書籍 1]。
- 1896年（明治29年）4月1日 - 郡制の施行により、白脇村の所属郡が浜名郡に変更となる。
- 1939年（昭和14年）7月1日 – 白脇村が浜松市に編入される。大字瓜内から瓜内町へ住所表記を変更する[WEB 9]。
- 2007年（平成19年）4月1日 - 浜松市が政令指定都市となる。瓜内町のうち1～1813番地は中区の一部に、それ以外の町域は南区の一部となる。
- 2024年（令和6年）1月1日 - 浜松市の行政区再編により、瓜内町全域が中央区の一部となる。

## 施設
- 浜松市中部浄化センター
- 曹洞宗 瑞華山 契珊寺
- 曹洞宗 實林山 成金寺
- 六所神社
- 八幡神社

## 交通

### 道路
- 浜松市道曳馬中田島線（中田島街道）
- 浜松市道神田寺脇線（下村橋通り（下村橋周辺から白羽町北の交差点まで））[WEB 10]
- 浜松市道瓜内白羽線（天白通り（下村橋の東にある交差点より北の区間））[WEB 10]
- 浜松市道瓜内芳川線（野畔（のぐろ）通り（遠鉄バス浜松神社西停留所の南にある交差点より西の区間））[WEB 10]
- 浜松市道龍禅寺白羽1号線（瓜内通り）[WEB 10]

## その他

### 警察
警察の管轄区域は以下の通りである。
| 番・番地等      | 警察署         | 交番・駐在所 |
| --------------- | -------------- | ------------ |
| 1番地～1813番地 | 浜松中央警察署 | 南部交番     |
| 1814番地～      | 浜松東警察署   | 白脇交番     |

### 消防
消防の管轄区域は以下の通りである。
| 番・番地等            | 消防署   | 本署/出張所 |
| --------------------- | -------- | ----------- |
| 1番地～1813番地       | 南消防署 | 本署        |
| 1番地～1813番地を除く | 南消防署 | 白脇出張所  |

### 書籍
1. ↑  『浜松市史 三』浜松市役所、1980年3月26日、176頁。

### WEB
1. ↑  “h02_22.csv”.   総務省 (2022年2月10日). 2024年9月16日閲覧。
2. ↑  “chuouku_menseki.xlsx”.   浜松市 (2024年3月12日). 2024年9月16日閲覧。
3. ↑  “静岡県 浜松市中央区 瓜内町の郵便番号 - 日本郵便”.   日本郵便. 2025年2月15日閲覧。
4. ↑  “市外局番の一覧”.   総務省 (2022年3月1日). 2024年9月16日閲覧。
5. ↑  “事業所案内及び管轄地域（事務所3件、分室3件）”.   一般社団法人静岡県自動車会議所. 2024年9月16日閲覧。
6. ↑  “住居表示実施状況／浜松市”.   浜松市 (2024年1月4日). 2024年9月16日閲覧。
7. ↑  “学校名から探す／浜松市”.   浜松市 (2024年1月1日). 2024年9月16日閲覧。
8. ↑  “historyofcities.pdf”.   静岡県総務部合併推進室・財団法人静岡県市町村振興協会. 2024年9月26日閲覧。
9. ↑  “解説ページ”.   株式会社エア. 2024年10月4日閲覧。
10. 1 2 3 4  “p01p06.pdf”.   浜松市白脇協働センター (2024年4月5日). 2024年9月16日閲覧。
11. ↑  “南部交番｜静岡県警察”.   静岡県警察 (2024年4月1日). 2024年9月16日閲覧。
12. ↑  “白脇交番｜静岡県警察”.   静岡県警察 (2024年4月1日). 2024年9月16日閲覧。
13. ↑  “消防署の町別管轄「う」／浜松市”.   浜松市 (2020年3月25日). 2024年9月16日閲覧。